# 岩原スキー場前駅
岩原スキー場前駅（いわっぱらスキーじょうまええき）は、新潟県南魚沼郡湯沢町大字土樽にある、東日本旅客鉄道（JR東日本）上越線の駅である。

## 歴史
- 1933年（昭和8年）12月8日：国有鉄道上越線の岩原スキー場前仮乗降場（いわはらスキーじょうまえかりじょうこうじょう）として開業[1]。
- 1946年（昭和21年）：スキー場が連合国軍に接収されたため、廃止。
- 1952年（昭和27年）12月20日：岩原スキー場前仮停車場（いわっぱらスキーじょうまえかりていしゃじょう）として再開業[1]。
- 1969年（昭和44年）10月1日：臨時乗降場に変更[1]。
- 1977年（昭和52年）6月10日：駅付近に移転開校した六日町高校湯沢分校の通学輸送のため、1往復を新たに通年停車させる[2]。
- 1981年（昭和56年）9月1日：列車の通年停車を開始[1]。
- 1987年（昭和62年）4月1日：国鉄分割民営化により、JR東日本の駅となる[1]。同時に駅に昇格、岩原スキー場前駅となる[1]。
- 2017年（平成29年）：E129系電車運用時の車内自動放送における当駅の英称が「Iwappara-skijōmae」から「Iwappara Skiing Ground」に変更される。

## 駅構造
単式ホーム2面2線を有する地上駅である。駅舎のある北側から見て、ホーム、線路、ホーム、線路の順に並ぶ配置となっており、のりばは北側が高崎方面、南側が長岡方面である。2つのホームを連絡する通路は構内にはない。高崎方面のホームには駅舎から出入りするが、長岡方面のホームへは地下通路から出入りする。地下通路の出入り口は、駅舎の近くの駅構外にある。
臨時駅として冬季のみ開設されていたが、駅近くの新潟県立六日町高等学校湯沢分校が独立して新潟県立湯沢高等学校（2008年に廃校）ができたことから、1981年（昭和56年）9月1日から通年停車駅となった。
越後湯沢駅管理の無人駅である。駅舎内には窓口があるが、閉鎖されており、その傍らに乗車駅証明書発行機が設置されている。昭和末期まで冬季のみ駅員が配置され、乗車券を発売していた。少なくとも1974年（昭和49年）の冬季までは長距離乗車券や急行券、入場券を発売していたが、昭和50年代初めの冬季からは近距離乗車券の発売のみとなっていた。
ホームは大きくカーブしている。

### のりば
| 番線 | 路線    | 方向 | 行先               |
| ---- | ------- | ---- | ------------------ |
| 1    | ■上越線 | 上り | 水上方面           |
| 2    | ■上越線 | 下り | 越後湯沢・長岡方面 |

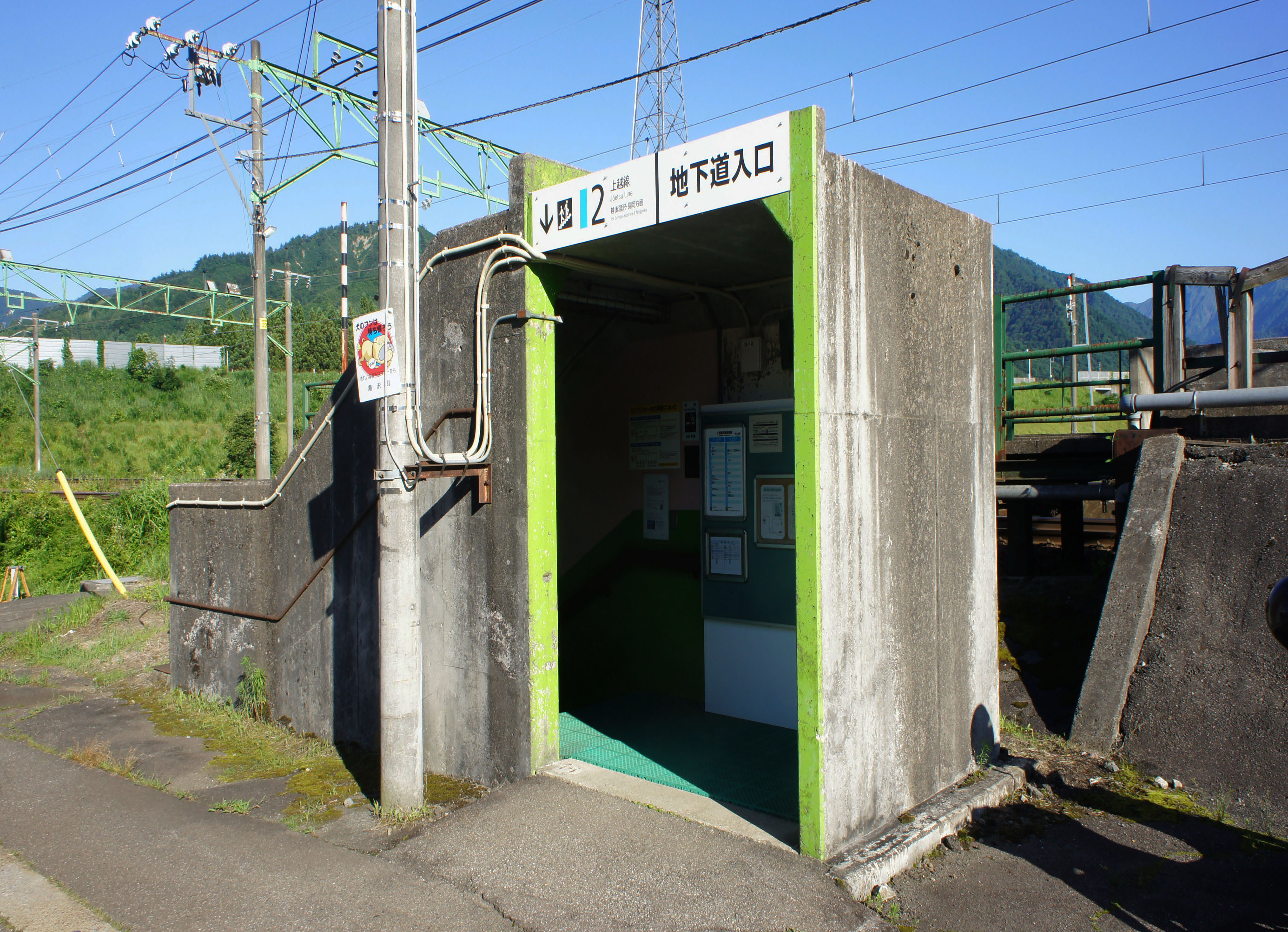
2番線ホーム出入口（2021年7月）
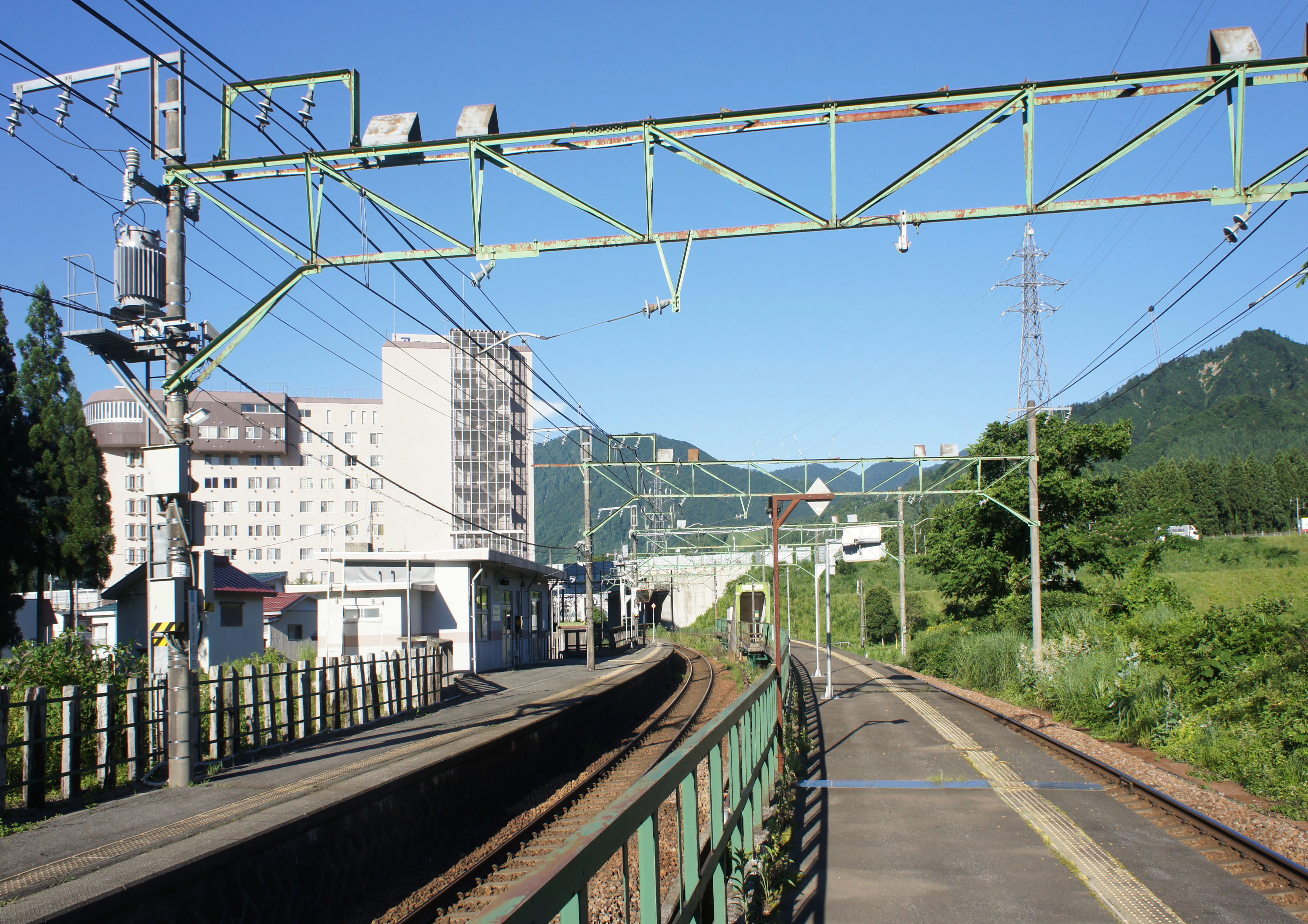
ホーム（2021年7月）

## 駅周辺
当駅から北に徒歩4分ほどの所に岩原観光協会の観光案内所が位置し、周辺一帯には宿泊施設が所在する。また、駅前には大型のマンションが所在する。このほか、周辺には桜の名所が点在する。
- 鱒どまり - 当駅の西脇を流れる魚野川の川遊びスポットとして夏場には多くの観光客が訪れる[4]。
- 岩原スキー場 -「リゾートセンター1」まで当駅から北に徒歩10 - 15分。越後湯沢駅から無料シャトルバスも発着している[5]。
- 飯士山 - スキー場に登山口がある。
- 湯沢中央公園 - 当駅から北西に徒歩15 - 20分。
  - スノーモビルランド湯沢（冬季）
  - レジャープール「オーロラ」（7 - 8月）
- 湯沢町立湯沢学園 - 当駅から西に徒歩15 - 20分。
- 湯沢フィッシングパーク - 当駅から南に徒歩20 - 25分。

## バス路線
越後交通グループの南越後観光バスが運行する路線バスが当駅周辺を経由する。「岩原入口」バス停（YD11、YT09）にて、湯沢＝湯沢学園＝小坂＝谷後＝旭原・大源太 線（YD）が発着する。なお、駅前の県道同士の交差点に対して北側に位置する（当駅から徒歩3 - 4分）。

## その他
- 戦前は現在地より越後中里駅方向に近い小坂集落地内（現在の湯沢パークスキー場近辺、Ωカーブ付近）にあったが、戦後進駐軍によって岩原スキー場が接収された前後に現在地に移転した。
- かつては東京競馬場前駅・宇都宮貨物ターミナル駅などと並び、仮名書きの際に国鉄一駅名が長い駅として知られていた（13文字。長音・拗音の小文字=捨て仮名も1文字に数える）。特に東京競馬場前駅廃止後は、旅客扱いをする駅としては単独で最長となるが、「臨時乗降場だから対象外」とされることもあった。国鉄分割民営化後もJR最長のままであったが、1997年（平成9年）開業の上越国際スキー場前駅にその座を明け渡している。

## 隣の駅
東日本旅客鉄道（JR東日本）
■上越線
越後中里駅 - 岩原スキー場前駅 - 越後湯沢駅